# Banbueng FC
Der Banbueng Football Club (Thai: สโมสรฟุตบอลบ้านบึงภูเก็ต ซิตี้) ist ein thailändischer Fußballverein aus Chonburi. Aktuell spielt der Verein in der vierten Liga, der Thailand Semi-Pro League.

## Vereinsgeschichte
Der Verein wurde 2016 gegründet. Seit 2017 spielt der Verein in der dritten Liga, der Thai League 3, in der Lower-Region. 2016 spielte der Verein in der Regional League Division 2. Nach Einführung der Ligareform 2017 spielte der Club in der dritten Liga, der Thai League 3, in der Lower-Region. 2018 nannte sich der Verein in Banbueng Phuket City FC um und spielte in Phuket. Nach einer erneuten Umbenennung 2020 zog man wieder nach Chonburi.

## Namensänderungen
- 2016: Gründung als Banbueng United FC
- 2017: Umbenennung in Banbueng FC
- 2018: Umbenennung in Banbueng Phuket City FC
- 2020: Umbenennung in Banbueng FC

## Stadion
Der Verein trägt seine Heimspiele im Institute of Physical Education Chonburi Campus Stadium (Thai: สนามสถาบันการพลศึกษา วิทยาเขตชลบุรี) in Chonburi aus. Das Stadion hat ein Fassungsvermögen von 11.000 Zuschauern. Eigentümer des Stadions ist das Institute of Physical Education. 

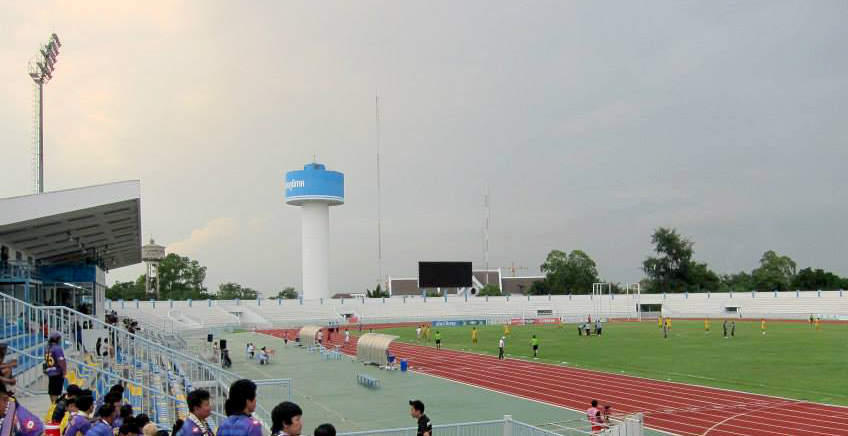
IPE Stadium, Chonburi

### Spielstätten seit 2016
| Saison    | Stadion                                                 | Standort                   | Kapazität | Eigentümer                         | Koordinaten                     |
| --------- | ------------------------------------------------------- | -------------------------- | --------- | ---------------------------------- | ------------------------------- |
| 2016–2017 | Banbueng Municipal Stadium                              | Chonburi, Provinz Chonburi | 2000      | Banbueng Municipality              | 13° 19′ 6,6″ N, 101° 6′ 58,3″ O |
| 2018–2019 | Surakul Stadium                                         | Phuket, Provinz Phuket     | 16.000    | Sports Authority of Thailand (SAT) | 7° 53′ 20,5″ N, 98° 22′ 18,6″ O |
| 2020–     | Institute of Physical Education Chonburi Campus Stadium | Chonburi, Provinz Chonburi | 11.000    | Institute of Physical Education    | 13° 24′ 40,7″ N, 100° 59′ 37″ O |

## Aktueller Kader
Stand: 2. Februar 2023
| Nr. |          | Position | Name                 |
| --- | -------- | -------- | -------------------- |
| 1   | Thailand | TW       | Sutaporn Kongwut     |
| 2   | Thailand | AB       | Suppanyoo Hernmek    |
| 3   | Thailand | AB       | Parinya Nusong       |
| 5   | Thailand | MF       | Chanon Tamma         |
| 6   | Thailand | AB       | Thanachach Phocha    |
| 7   | Thailand | ST       | Thotsaphon Yodchan   |
| 8   | Thailand | MF       | Nachanok Klinhom     |
| 9   | Thailand | MF       | Theerapat Kaewphung  |
| 11  | Thailand | ST       | Pornsawan Sankla     |
| 13  | Thailand | MF       | Chitipat Kaeoyos     |
| 14  | Thailand | AB       | Nicranas Wonganusat  |
| 15  | Thailand | TW       | Thanakorn Waiyawut   |
| 16  | Thailand | MF       | Phuriphat Kopak      |
| 17  | Thailand | MF       | Kiattisak Chaiyasing |
| 18  | Thailand | TW       | Visan Phonsaonoi     |

| Nr. |                | Position | Name                          |
| --- | -------------- | -------- | ----------------------------- |
| 19  | Thailand       | MF       | Phanuwat Jinta                |
| 20  | Thailand       | ST       | Tammapet Kangthong            |
| 21  | Thailand       | ST       | Athip Kaeochaeng              |
| 22  | Thailand       | AB       | Aekkarataekkarat Burin        |
| 23  | Thailand       | AB       | Thanachai Nathanakool         |
| 24  | Thailand       | AB       | Thanakorn Singkhokkruad       |
| 27  | Thailand       | AB       | Chayaphat Leelaphanphaiboon   |
| 28  | Thailand       | AB       | Chayanan Chokchaichalawan     |
| 31  | Thailand       | AB       | SORAWIT BUACHA                |
| 32  | Thailand       | TW       | Anuchid Taweesri              |
| 35  | Elfenbeinküste | ST       | Konan Kouassi Martial Fabrice |
| 36  | Thailand       | MF       | Kriangkrai Pimrat             |
| 77  | Brasilien      | AB       | Victor Cabral                 |
| 90  | Brasilien      | AB       | Itamar Bastos                 |

## Beste Torschützen seit 2017
| Saison  | Name                                              | Tore |
| ------- | ------------------------------------------------- | ---- |
| 2017    | Otis Sarfo Adjei                                  | 5    |
| 2018    | Jaruwat Nammool                                   | 7    |
| 2019    | Efe Jerry Obode                                   | 8    |
| 2020/21 | Nattapong Chaidee                                 | 3    |
| 2021/22 | Oumar Sanou                                       | 2    |
| 2022/23 | Konan Kouassi Martial Fabrice Theerapat Kaewphung | 6    |

## Saisonplatzierung
| Saison                  | Liga                                 | Liga               | Liga               | Liga               | Liga               | Liga               | Liga               | Liga               | Liga               | Pokal               | Pokal                  |
| Saison                  | Liga                                 | Level              | Spiele             | S                  | U                  | N                  | Tore               | Punkte             | Position           | FA Cup              | League Cup             |
| Banbueng United FC      | Banbueng United FC                   | Banbueng United FC | Banbueng United FC | Banbueng United FC | Banbueng United FC | Banbueng United FC | Banbueng United FC | Banbueng United FC | Banbueng United FC | Banbueng United FC  | Banbueng United FC     |
| ----------------------- | ------------------------------------ | ------------------ | ------------------ | ------------------ | ------------------ | ------------------ | ------------------ | ------------------ | ------------------ | ------------------- | ---------------------- |
| 2016                    | Regional League Division 2 – Bangkok | 3                  | 18                 | 9                  | 5                  | 4                  | 30:19              | 32                 | 3.                 | 2. Runde            | 2. Qualifikationsrunde |
| Banbueng FC             |                                      |                    |                    |                    |                    |                    |                    |                    |                    |                     |                        |
| 2017                    | Thai League 3 – Lower                | 3                  | 28                 | 8                  | 6                  | 14                 | 29:48              | 30                 | 12.                |                     | 2. Qualifikationsrunde |
| Banbueng Phuket City FC |                                      |                    |                    |                    |                    |                    |                    |                    |                    |                     |                        |
| 2018                    | Thai League 3 – Lower                | 3                  | 26                 | 11                 | 7                  | 8                  | 29:23              | 40                 | 5.                 |                     |                        |
| 2019                    | Thai League 3 – Lower                | 3                  | 26                 | 10                 | 7                  | 9                  | 33:36              | 37                 | 6.                 |                     | 2. Qualifikationsrunde |
| Banbueng FC             |                                      |                    |                    |                    |                    |                    |                    |                    |                    |                     |                        |
| 2020                    | Thai League 3 – Lower                | 3                  | 2                  | 0                  | 0                  | 2                  | 1:8                | 0                  | 12.                |                     |                        |
| 2020/21                 | Thai League 3 – East                 | 3                  | 17                 | 7                  | 4                  | 5                  | 29:28              | 25                 | 4.                 | 1. Runde            |                        |
| 2021/22                 | Thai League 3 – East                 | 3                  | 22                 | 3                  | 7                  | 12                 | 22:38              | 16                 | 10.                | Qualifikationsrunde | 1. Qualifikationsrunde |
| 2022/23                 | Thai League 3 – East                 | 3                  | 22                 | 5                  | 5                  | 12                 | 19:27              | 20                 | 12. ▼              | 2. Runde            | 2. Qualifikationsrunde |
| 2024                    | Thailand Semi-Pro League – East      | 4                  | 7                  | 5                  | 0                  | 2                  | 20:13              | 15                 | 3.                 | –                   | –                      |
| 2025                    | Thailand Semi-Pro League – East      | 4                  | 6                  | 2                  | 0                  | 4                  | 16:8               | 6                  | 4.                 | –                   | –                      |

| Abbruch nach dem zweiten Spieltag aufgrund der COVID-19-Pandemie |

## Sponsoren
| Jahr | Ausrüster | Trikotsponsor |
| ---- | --------- | ------------- |
| 2017 | FBT       | Lucky Star    |
| 2018 | Mawin     | ohne          |
| 2019 | FBT       | Chang, Laguna |
| 2020 | FBT       | Chang         |
| 2021 |           |               |